# SCSA Eagles
El SCSA Eagles es un equipo de fútbol de Sint Maarten que juega en la Sint Maarten Premier League, la primera categoría nacional.

## Historia
Fue fundado en el año 2020 en la capital Philipsburg durante la pandemia de COVID-19 donde terminó de subcampeón en su primera temporada y ganó la copa de la liga por primera vez. Al año siguiente se proclamó campeón por primera vez por diferencia de goles, además de ganar la copa de liga.
En 2024 juega por primera vez la CONCACAF Caribbean Club Shield donde fue eliminado en la ronda preliminar por el BAYS FC de Santa Lucía.

## Palmarés
- Sint Maarten Premier League: 3

2021/22, 2022/23, 2023/24
- Copa de la Liga SXMFF: 2

2020/21, 2021/22
- Supercopa de Sint Maarten: 2

2021, 2023

## Participación en competiciones de la CONCACAF
| Temporada | Torneo                         | Ronda      | Club    | Casa | Visita | Global |
| --------- | ------------------------------ | ---------- | ------- | ---- | ------ | ------ |
| 2024      | CONCACAF Caribbean Club Shield | Preliminar | BAYS FC | No   | 0-1    | 0-1    |